# Long Beach (New York)
Long Beach je grad u američkoj saveznoj državi New York. Prema popisu stanovništva iz 2010. u njemu je živjelo 33.275 stanovnika.